# New みんなのGOLF
『New みんなのGOLF』（ニューみんなのゴルフ/EVERYBODY'S GOLF）は、ソニー・インタラクティブエンタテインメントジャパンアジアより2017年8月31日に発売されたPlayStation 4用ゴルフゲーム。

## 概要
『みんなのGOLF』シリーズ通算第10作目（「GOLF場」シリーズを除いた場合）。作品としては2011年の『みんなのGOLF 6』以来5年ぶりの新作となる。本作が『みんなのGOLF 7』とならなかった理由としてはナンバリングが進みすぎ、シリーズ未経験のユーザーにとってハードルが高くなってしまったのではないかとの思いから、一度ナンバーをリセットして仕切り直しをしている。
ゲームとしては評判の良かった第4作目『みんなのGOLFオンライン』の流れを組む作品となり、プレイヤーごとにアバターを作成し、様々なプレイヤーと交流しながら楽しむ作品になる。アバターである自作キャラは8人まで作ることが出来、ダウンロードコンテンツで追加させることにより最大48人枠まで作ることが出来る。自作キャラのパーツは多岐にわたり、声（キャラの性格）も多数存在する。
製品版発売に先駆けて、クローズドオンラインテストが実査されることが告知された。実施日時：2017年5月26日（金）16：00～2017年5月28日（日）終日。
2022年9月30日をもってオンラインサーバを停止し、マルチプレイを含む全てのオンライン機能が利用不可となった。シングルプレイのオフライン機能については引き続き利用可能。

## 舞台
舞台となるのはスズキが油田を掘り当てたことで財産を築き、その資金で作った「みんGOLランド」。ゲーム起動時に必ずここに出る他、ゴルフでのラウンドを終了すると必ずここへ戻って来る。各モードを遊ぶにはここから各場所へ移動するか、オプションボタンでメニューを起動して選ぶ。本作にはシリーズ第2の顔ともいえるキャラ、グロリアは登場しない。
ゴルフだけでなく、今回はゴルフコースの9ホールが一体になっておりそこを自由に動き回ったり、釣り・カート・泳ぎ等のアクティビティ要素がある。但しゲーム開始当初はこれらを遊ぶ事は出来ず、遊ぶには大会を進めると現れる特定のVSキャラ（「シークレットVSキャラ」という隠しキャラもいる）を倒し、アクティビティを解禁せねばならない。オンラインのオープンコースでのアイテム取得はゲーム開始から可能。初期から選択可能なコースはシリーズ最小の5コースだが、DLCとしてみんなのGOLF、みんなのGOLF2からのリメイクである2コースが配信された。そして高難度の3コースも配信されたため、2018年夏のアップデートで相対的なコース数は10コースと前作よりも増えている。
「全国大会モード（現在はサービス終了）」では、予選ラウンドと決勝ラウンドが存在して、予選の通過ラインを超過したスコアだとその時点でリタイアとなり決勝に進めない。また、予選と決勝のスコア・ショットポイントは別個で記録される。このモードでは1W（ドライバー）の飛距離が280y縛りの「高弾道ガチ」環境となる。
チャレンジモードでレベル6ボスのアダムを倒しエンディングを迎え、レベル7になると、「リベンジVSマッチ」という過去作恒例（『2～4・6』）の裏キャラVSモード相当が登場するが、1日に1人しかリベンジライバルキャラが登場しない。このリベンジライバルキャラは、例によってコスプレ衣装を着ており、序盤コース（イーグルシティで特殊ルールのトルネードカップがあった場合等）ではロングチップインイーグル等を仕掛けることもある。

## 登場するコース
コース1～5は通常搭載のコースであり、コース6～10がダウンロードコンテンツ購入でのコースとなる。チャンピオンティーはチャレンジモードがレベル6になると選択できるようになる。なお、本作には『5』のシルバーピークスや『6』のレガシーリンクス等のような、悪天候時に雪の降る冬の季節のコースは存在しない。

### イーグルシティゴルフクラブ（難易度：レベル1）
アメリカの大都市に隣接するコース。椰子の木や池などがコース内にある。起伏は穏やかで初心者向け。チャレンジモードがレベル2になるとINの9Hが選択できるようになる。『みんなのGOLF 5』の各コースと同様、一部ホールでは隣のホールを攻める戦法も存在する。

### アルピナフォレストゴルフコース（難易度：レベル2）
チャレンジモードがレベル3になると入手できる、スイスの高原をイメージしたコース。アップダウンがイーグルシティよりも増えているため、それを考慮した攻めも考えなければならない。またチャンピオンティーは大幅に距離が延びるホールがあり、500yを超えるパー4もある。

### カナロアビーチゴルフリゾート（難易度：レベル3）
チャレンジモードがレベル4になると入手できる、シリーズ恒例の中級者向けリゾート系コース。距離の長いホールも増えており、一部のホールは海越えであったりビーチバンカーの中にあるグリーンを攻めなければならないホールもある。

### ヴォルテックスバレーゴルフコース（難易度：レベル4）
チャレンジモードがレベル5になると入手できる、アメリカの激しい渓谷地帯をイメージしたコース。大きな岩や崖が障害物となる荒地のコース。起伏も激しく、高低差の大きなホールも多数あり、アルピナフォレスト以上に高低差を考慮した打ち筋を求められる。

### インペリアルガーデン（難易度：レベル5）
チャレンジモードがレベル7になると入手できる、全英オープンゴルフ風のリンクスコース。距離がここまでのコースに比べ長く、深いラフやポットバンカーを多数設けているコースとなる。近年のみんなのGOLFシリーズの難関コースにしては最終ホールが珍しくパー5でない。これまでのリンクス系コース同様、深いラフやバンカーを避ける戦術が求められる。

### グリーンカントリークラブ（難易度：レベル1）
初代「みんなのGOLF」からの復活コース。緑に満ちた林間系コースとなっており、BGMは初代の原曲を使用している。コース難易度はレベル1だが、原作再現に近いためかグリーンの傾斜は厳しい。

### しおさいカントリークラブ（難易度：レベル1）
「みんなのGOLF2」からの復活コース。海が近い林間コースである。総距離は短く、プレーしやすいが、原作には傾斜の無かったグリーンに新たに傾斜がつけられている。BGMは同作の夏のものを使用。

### ナムロンベイカントリークラブ（難易度：レベル3）
2017年11月のアップデートで登場。ベトナムをイメージしたコース(景観としてはハロン湾に似ている)で、海の中にコースがあるといっても過言でないくらいウォーターハザードが多い。また独特な奇岩もプレーヤーの行く手を阻む。このコースのみ、レギュラーティーからバックティーにしたときに難易度のゲージが2つ増える。

### パインヒルズゴルフクラブ（難易度：レベル6）
2018年3月のアップデートで登場。オーガスタ・ナショナル・ゴルフクラブをモチーフにした恒例の高難易度林間コース。コースのコンセプトは「3」のユナイテッドフォレストや「ポータブル2」のフォートレスヤードに近い。林が行く手を阻むホールも多い。総合距離は過去作を含めても最長（8000yは軽く超える）であり、グリーンの傾斜も厳しい。池やOBも少なくなく、ロングショットを駆使しつつ、尚且つ木を上手に避けていく戦術が重要である。

### 秋ヶ瀬渓谷カントリークラブ（難易度：レベル7）
2018年8月のアップデートで登場。日本の秋をイメージした渓谷のコース。上記の9コースに比べて風が強く吹きやすい上、細く曲がりくねった起伏のきついフェアウェイが特徴であり、谷の川に落ちるとペナルティーとなる。グリーンの起伏もパインヒルズやインペリアルガーデンにも負けない傾斜のきつさとなっており、簡単には攻略はできない。非常に難易度が高く、歴代のゴルフゲームのコースの中でも屈指の難コースの一つである。